# Distretto di Mlele
Il distretto di Mlele è un distretto della Tanzania situato nella regione di Katavi. È suddiviso in 24 circoscrizioni (wards) e conta una popolazione di 282 582  (censimento 2022).

## Suddivisione amministrativa
Il distretto è diviso nelle seguenti circoscrizioni (wards), tra parentesi gli abitanti (censimento 2022):
1. Ilela (16 387)
2. Ilunde (24 757)
3. Inyonga (25 187)
4. Kamsisi (18 219)
5. Nsenkwa (9 528)
6. Urwila
7. Utende (24 740)